# 유계영당
유계영당은 대한민국 전북특별자치도 장수군 산서면 봉서리에 있는 영당이다. 2016년 3월 14일 장수군의 향토문화유산 제10호로 지정되었다.

## 개요
유계영당은 정재흥의 영정을 모신 영당으로 1788년에 창건했다고 전해진다. 유계영당은 관련인물의 향토사적 가치가 높고 영당의 건축 구성을 잘 보여주고 있다.